# My Fairy King
My Fairy King - utwór znajdujący się na pierwszej płycie angielskiego zespołu Queen - Queen wydanej w 1973.

Kończący pierwszą stronę Queen utwór to kunsztowna praca Freddiego "My Fairy King", która ukazała fascynację wokalisty mitycznymi (i mistycznymi) stworzeniami i opowiadaniami, wykorzystywanymi przez niego jeszcze na drugim i trzecim albumie.

Utwór opiera się o ścieżkę pianina Freddiego. "Był to pierwszy raz, kiedy naprawdę widzieliśmy Freddiego, jak pracował na pełnych obrotach" - stwierdził na temat gry na pianinie wokalisty Brian. "Tak naprawdę to był samoukiem, a w tym czasie dokonywał znacznego postępu, chociaż nie mieliśmy wtedy jeszcze pianina na scenie, ponieważ nie byłoby możliwe jego ciągłe wnoszenie. Dlatego pierwszą okazją do zagrania było dla Freddiego studio, a już za pierwszym razem udało na się uzyskać to brzmienie pianina, co było bardzo ekscytujące. "My Fairy King" był pierwszym z tego typu eposów, gdzie pojawiło się mnóstwo ścieżek wokalnych i harmonicznych. Freddie całkiem się w to zaangażował, doprowadzając do powstania na drugim albumie "The March Of The Black Queen", a jeszcze później "Bohemian Rhapsody".

Piosenka ta jest wyjątkowo dopracowana i zawiera warstwy ścieżek dźwiękowych sprawiających, że niemożliwe byłoby wykonanie utworu podczas koncertu. ""My Fairy King" to numer Freddiego" - stwierdził w 1976 roku John,"który... zbudowany został całkowicie w studio. Chociaż na albumie znajdzie się kilka iście koncertowych numerów, będących główną ścieżką i kilkoma ścieżkami wokalów, czy solówek gitarowych, ten zupełnie się do tego nie nadawał".

Pomimo iż utwór nigdy nie został zaprezentowany na żywo (jego urywki zamieszczono w improwizacjach Freddiego podczas tras z lat 1982 i 1984) został on zagrany raz - w pierwszym występie Queen dla BBC, ale już w znacznie bardziej szorstkiej wersji. Mimo że wersja dla BBC zawiera praktycznie wyłącznie główną ścieżkę piosenki z sesji  Trident, wokal zarejestrowano 5 lutego 1973 roku. Wersja ta została wydana w 1989 roku na brytyjskiej kompilacji "Queen at the Beeb", po czym sześć lat później na jej amerykańskim odpowiedniku zatytułowanym "Queen at the BBC".
Rozdział trzeci. W: Georg Purvis: Queen Dzieła zebrane. Warszawa: KAGRA, 2009, s. 222 - 223. ISBN 978-83-87598-37-2.